# Neurotheca loeselioides
Neurotheca loeselioides är en gentianaväxtart. Neurotheca loeselioides ingår i släktet Neurotheca och familjen gentianaväxter.

## Underarter
Arten delas in i följande underarter:
- N. l. loeselioides
- N. l. robusta